# Gregory DePalma
Gregory J. DePalma (24 aprile 1932 – Butner, 18 novembre 2009) è stato un mafioso statunitense, appartenente alla famiglia Gambino, dove raggiunse il grado di caporegime.
Divenne tristemente celebre nel mondo della malavita per aver introdotto e accolto nella sua squadra "Jack Falcone", ovvero Joaquín "Jack" García, un agente sotto copertura dell'FBI.

## Vita mondana
Negli anni ’70, Gregory DePalma strinse amicizia con numerose celebrità dopo aver costruito il Westchester Premiere Theatre a Tarrytown, nello stato di New York. Tra i suoi amici si contavano la cantante Liza Minnelli, l’attore e crooner Dean Martin e il giocatore di baseball Willie Mays, con il quale DePalma giocava spesso a golf. Tuttavia, la sua conoscenza più prestigiosa fu il celebre cantante Frank Sinatra. Nel 1976, DePalma apparve in una famosa fotografia di gruppo scattata al teatro insieme a Sinatra, al boss della famiglia Gambino Carlo Gambino, al futuro capo Paul Castellano, ad altri membri della famiglia e al boss ad interim di Los Angeles, Jimmy Fratianno. Non appena il teatro aprì i battenti, DePalma e altri mafiosi iniziarono a saccheggiarne i contanti e le risorse.

## Carriera criminale

### Gli inizi
Nel 1977, DePalma fu formalmente affiliato (divenne un uomo d'onore) alla famiglia Gambino.
Il 6 giugno 1978, fu incriminato per il crollo finanziario del teatro. Il primo processo si concluse con una giuria senza verdetto (hung jury). Successivamente, nel 1979, prima del secondo processo, DePalma si dichiarò colpevole di frode fallimentare; una delle prove chiave contro di lui fu proprio la foto che lo ritraeva con Sinatra e i boss mafiosi. DePalma fu condannato a quattro anni di carcere.
Negli anni ’90, fu promosso a caporegime nella famiglia Gambino. Secondo l'FBI, visitò anche il boss John Gotti in prigione nel 2001.

### Il caso Scores
Nel gennaio 1999, Gregory DePalma e suo figlio Craig si dichiararono entrambi colpevoli di accuse di racketeering (associazione a delinquere di stampo mafioso). Le imputazioni riguardavano il controllo e l’estorsione ai danni dello Scores, un noto strip club di Manhattan. Come già accaduto con il Westchester Theatre, il piano della famiglia Gambino era quello di prosciugare le casse del locale e poi abbandonarlo.
Il 13 giugno 1999, un giudice federale condannò DePalma a 70 mesi di carcere, una pena relativamente lieve grazie alle sue dichiarazioni di cattive condizioni di salute. La sentenza venne pronunciata direttamente nella stanza d’ospedale di DePalma, al Westchester Medical Center di Valhalla, New York. Nello stesso giorno, il giudice condannò anche il figlio Craig, che ricevette una pena di 87 mesi da scontare in un penitenziario federale.
Nel 2002, mentre era ancora detenuto, Craig tentò il suicidio impiccandosi e rimase in stato vegetativo permanente. Morì nel dicembre 2010.

### Il caso Jack Falcone
Nel 2003, un nuovo presunto affiliato, Jack Falcone (in realtà l'agente speciale dell'FBI Joaquín García), riuscì ad avvicinarsi a Gregory DePalma. Nel corso dell’anno successivo, Falcone fornì regolarmente a DePalma una quantità continua di merce rubata di ottima qualità. Secondo quanto racconta García, nell’agosto del 2004 DePalma arrivò persino a considerare la possibilità di proporlo per l’affiliazione ufficiale nella famiglia Gambino.
DePalma non sospettava minimamente che Falcone fosse in realtà Joaquín "Jack" García e che dietro la fornitura della merce ci fosse l’FBI. Per due anni, García registrò le conversazioni di DePalma con numerosi esponenti della famiglia Gambino, raccogliendo prove decisive.
Il 21 febbraio 2005, DePalma, García e un altro mafioso, Robert Vaccaro, si incontrarono con Peter "Petey Chops" Vicini nel reparto casalinghi di un grande magazzino Bloomingdale's nella contea di Westchester. Quando Vicini non mostrò il dovuto rispetto, Vaccaro afferrò un pesante portacandele in cristallo e iniziò a colpirlo alla testa. Fu García a intervenire, convincendo Vaccaro a smettere di picchiare Vicini e ad allontanarsi dal negozio.

## Arresto e condanna
Il 9 marzo 2005, la missione sotto copertura di Joaquín García giunse al termine, quando gli agenti dell’FBI arrestarono Gregory DePalma e altri 32 membri della famiglia Gambino con l’accusa di associazione mafiosa.
Entro maggio 2006, le condizioni di salute di DePalma peggiorarono drasticamente. Aveva trascorso gran parte dell’anno precedente in ospedale, si era sottoposto alla rimozione di un polmone canceroso e aveva subito un infarto. DePalma era gravemente obeso e assumeva quotidianamente 20 farmaci. Nonostante ciò, il giudice stabilì che le sue condizioni erano sufficienti per affrontare il processo.

## Morte
Gregory DePalma morì il 18 novembre 2009, all’età di 77 anni, presso il Federal Medical Center di Butner, nella Carolina del Nord.